# 维埃纳高卢
维埃纳（拉丁語：Viennensis）或维埃纳高卢（拉丁語：Gallia Viennensis）是晚期罗马帝国的一个行省，其名称来源于首府维埃纳，一座曾属于纳博讷高卢的罗马城市。
高盧戰爭后，维埃纳被尤利烏斯·凱撒给予了殖民地的地位，成为了退伍士兵的殖民城市（尤利亚维埃纳殖民地）；罗马化的阿洛布羅基人叛乱后，该城曾短暂失去了这一头衔，后由奥古斯都恢复；卡利古拉最终于公元40年将其命名为尤利亚·奥古斯塔·佛罗伦提亚维埃纳殖民地（Colonia Julia Augusta Florentia Viennensium）。
4世纪初戴克里先重组行省不久，维埃纳成为了行省的首府，统管了阿洛布羅基人、塞戈维劳尼人、赫尔维人、特里卡斯提尼人、沃康提人以及卡瓦里人等部落。
5世纪，该省被进一步拆分为两个省份，分别是首府维埃纳的第一维埃纳高卢，和首府阿尔勒斯的第二维埃纳高卢。